# Stari Ugljevik
Stari Ugljevik (cyr. Стари Угљевик) – wieś w Bośni i Hercegowinie, w Republice Serbskiej, w gminie Ugljevik. W 2013 roku liczyła 707 mieszkańców.